# Szép napok
Szép napok è un film del 2002 diretto da Kornél Mundruczó.